# トンイ
『トンイ』（ハングル：동이、英語表記：Dong Yi、漢字：同伊）は、MBC制作の17世紀後期から18世紀前期までの李氏朝鮮時代を舞台にした韓国のテレビドラマ。全60話。監督は『宮廷女官チャングムの誓い』や『イ・サン』などを手がけるイ・ビョンフン監督。

## 概要
『宮廷女官チャングムの誓い』や『イ・サン』を手がけたイ・ビョンフンが監督を務める。
身分制度が厳格な李氏朝鮮時代において、賤民として生まれたトンイを主人公に宮中で繰り広げられる権力闘争や人間模様を描いた作品である。
また、トンイのモデルになった淑嬪崔氏の出自と家族構成においては、宮廷入りする前の資料は残っておらず、『トンイ』という名前も含め、大半がドラマにおけるフィクションである。

## 放送概要
韓国では、2010年3月22日から2010年10月12日までMBCで放送された。
日本では、同年に有料衛星放送のKNTVに始まり、衛星劇場を経て、2011年4月10日から2012年6月17日までNHK BSプレミアムで毎週日曜21時00分に日本語吹き替え版で放送された。地上波では2013年1月20日から2014年5月4日までNHK総合で毎週日曜23時00分から日本語吹き替え版が放送された。
民放では、2015年1月28日からテレビ東京で、2月17日からCBCテレビで、12月10日からBSジャパンで2021年5月26日からBS日テレで放送が開始された。

## あらすじ
時は17世紀後期の李氏朝鮮時代。南人派重臣が殺される事件が立て続けに起き、濡れ衣を着せられた剣契やその家族が次々に捕縛され殺される。その中には賎民の娘トンイの父と兄の姿もあった。トンイは知らなかったが、父は剣契の頭目だった。娘だけでも助かってほしいと父がトンイを託したチョンスも行方知れずとなるが、トンイはなんとか逃げ延びる。その途中で出会ったある女官が父の冤罪を晴らす手がかりと考えたトンイは、彼女を捜すためツテを頼って宮廷に入り、掌楽院の奴婢になる。（4話）

　6年後。大妃によって宮廷から追い出されていた承恩尚宮のオクチョンが宮廷に戻った日、掌楽院の演奏が乱れ、オクチョンのせいで国が乱れる予兆「音変」だと騒ぎになる。だが、実際には大妃の企てだった。

　オクチョンの姿を見かけ、捜している女官ではないかと思ったトンイは彼女を探ろうとするうち、音変の謎を調べていた漢城府の判官と知り合う。音変が陰謀だという証拠に2人で辿り着くが、実は判官と名乗ったその男は王である粛宗だった。賢い奴婢のおかげで音変の陰謀が破られたと粛宗に聞いたオクチョンにトンイは召し出されるが、彼女は目当ての女官ではないようだとわかり落胆する。

　オクチョンは音変騒動を不問にすれば、その代わりに南人派高官を要職に取り立てて隆盛を誇る西人派をけん制できると粛宗に暗に進言する。（8話）

　オクチョンの母の使いで外出したトンイは、捕盗庁のソ・ヨンギと偶然再会する。父の親友のヨンギは6年前に逃亡中のトンイを逃がしてくれ今も彼女を捜していたが、彼に正体を明かすわけにはいかなかった。

　翌日、トンイは外出先でのある容疑で監察府に捕らえられる。オクチョンの母を庇って黙秘するトンイのために、オクチョンは自ら監察府に出頭。しかし監察府の本当の嫌疑は仁顕王妃の暗殺未遂という大罪だった。トンイは仵作人(検視官)だった父親から学んだ経験を活かし、オクチョンの無実を証明してみせる。音変騒動に続きトンイに助けられたオクチョンは、彼女を女官に取り立てるよう粛宗に願い出る。

　その頃、密かに生き延びていたチョンスは、トンイが都で生きている手がかりを見つけ、仵作人として捕盗庁で働き始めていた。（11話）

　トンイは監察府女官に任命される。破格の任命に監察府は反発するが、トンイは実力で周囲の人々に認められていく。またトンイとチョンスはそれぞれが監察府と捕盗庁にいると気付き、生きて再会を果たすことができ喜び合う。

　来訪した清国の使節団の1人とオクチョンの兄ヒジェは結託していて、密輸の手助けをする代わりに、南人派の資金源となる約束を交わしていた。だが捕盗庁などとともに捜査に加わったトンイの命がけの活躍で、密輸商人は捕縛され、ヒジェの陰謀は破綻する。

　その捜査の最中トンイは「判官」に出くわし、それまで何度も会って親しさを増していた彼が粛宗だとついに知る。まさか王様だとは思わずに働いた無礼の数々を平謝りするトンイに、粛宗は笑って今まで通り振る舞ってくれと頼む。トンイの動向に一喜一憂する粛宗にオクチョンの心は波立つが、そんな時、オクチョンを側室にする宣旨が下り、しかもオクチョンの懐妊も判明する。（17話）

　男子を産んだオクチョンは「嬪」の位に昇ったものの、王子を世子に任命することは大妃が頑なに拒み続けていた。業を煮やしたヒジェは内医院のホ医官を使って大妃の暗殺を企む。

　大妃の具合が日増しに悪くなるのは陰謀によるものだと投書があり、王妃に命じられてトンイらが極秘裏に捜査を開始。やがてヒジェ一味が犯人と目星をつける。それを伏せるようオクチョン自身に言われたトンイにとっては、オクチョンの関与も確実なものだった。事件はついに王妃から粛宗に報告され公になるが、最初に捕らえられたホ医官は王妃が黒幕だと嘘の供述をする。この状況を逆手に取り、オクチョンは王妃を陥れようとしていて、王妃に不利な証拠が次々と出てくる。ついに大妃は亡くなり、粛宗は王妃の身分を剥奪し平民にするという王命を下さなければならなかった。トンイは王妃にいつか必ず真実を明らかにすると誓う。（21話）

　仁顕王妃の失脚で南人派は勢いを増す。トンイの捜査を手伝ううちにヨンギとも関わりができたチョンスは、右捕盗庁武官になってトンイの命を狙うヒジェを警戒するよう言われる。

　その頃トンイは内需司の調査を担当することになり、横領など数々の不正を発見する。しかも金の一部はオクチョンがホ医官を買収するために使われていた。そんな彼女を証拠もろともなきものにしようとするオクチョンの指示で、内需司の書庫に火が放たれる。トンイは証拠の書類を持ってかろうじて逃げ出したものの、そのまま行方知れずとなってしまう。

　南人派が掌握する義禁府は火災の捜査結果を「禧嬪（オクチョン）を陥れようとしたトンイが書庫に放火し逃走」と発表する。しかし、トンイはオクチョンが前王妃を陥れた証拠を掴みかけていたとヨンギから内密に明かされた粛宗は愕然とする。（23話）

　オクチョンが新たな王妃の座につき3か月が過ぎる。義州に逃げ延びていたトンイは瀕死の状態からようやく回復し、粛宗に証拠を届けるため都に向かおうとしていた。しかし、ヒジェが義州に現れ、世子の承認を急がせようと清国と裏取引をしていると知る。清国側は見返りに「騰録類抄」という軍事情報の記録書を要求してきていた。ヒジェを忌み嫌う流人のシム・ウンテク、偶然再会した妓生のソリとともにヒジェの企みを阻止しようとしたトンイ達はヒジェに捕らえられる。ウンテクが入手した「騰録類抄」は命と引き換えにヒジェの手に渡るが、それは偽物だった。流人のため義州から動けないウンテクから本物の「騰録類抄」を託されたトンイは、ソリと連れ立って都を目指す。

　王命で密かにトンイの捜索に当たっていたヨンギとチョンスは、トンイが生きていること、一時ヒジェに捕えられていたことを調べ上げ粛宗に報告。粛宗はトンイへの想いを募らせるとともに、ヒジェやオクチョンへの不信感を強くする。

　ヒジェの厳しい手配を掻い潜って都に到着したトンイだが、粛宗に知らせる手立てすらなく絶望感に苛まれる。しかしトンイが弾く奚琴の音に導かれ姿を現したのは粛宗だった。粛宗もまたトンイを想い、思い出の場所を訪れていたのだ。2人は涙ながらに再び会えた喜びを噛み締める。

　トンイは王宮別邸に匿われ、トンイのもたらした証拠や粛宗の張った罠によって、ヒジェを含む南人派の容疑者は捕らえられていく。さらに、南人派がトンイに手出しできないよう、粛宗は承恩尚宮の地位を与えて宮廷に迎え入れる。驚くトンイに粛宗は、尚宮にしたのは守るためだけではない、自分の気持ちを受け入れてほしいと告げる。本当の素性を思って逡巡するトンイに、チョンスは彼から離れられるのかと問い、トンイは躊躇いを振り切る。

　もう粛宗の愛は取り戻せないと悟ったオクチョンは、トンイを尚宮に任命する代わりにヒジェを釈放するよう粛宗に「取り引き」を持ちかける。もはや2人の間柄はただ王と王妃であるというだけになってしまった。（31話）

　正式な世子の承認書を携えた清国の使節団が到着。だが裏ではヒジェが使節団に本物の「騰録類抄」を出すよう脅されていた。それを知ったオクチョンはトンイを側室に任命すると粛宗に申し出る。側室の手続きには身元の確認が必要で、いわくありげなトンイの過去を暴いて対抗しようとしていた。

　トンイとチョンスの様子がいつもと違うことをきっかけに、ヨンギにトンイの正体がわかってしまう。だが2人を深く信頼するようになっていたヨンギは、真犯人は他にいるというチョンスの言葉を信じ、粛宗にチョンスの作った嘘の経歴を話す。

　宮廷に復帰できたウンテクの計略で、南人派に「騰録類抄」を奪わせ使節団に渡す現場を押さえたため、ヒジェらは捕縛される。自分達の利のために王妃を陥れ国まで売るのかと粛宗は激怒。これ以上オクチョンを支持しては南人派が危険だと見たオ・テソクは、捕まった者達にすべてオクチョンの指示だったと自白させる。ヒジェが流刑になるなど、南人派重臣はことごとく重い罪に問われ朝廷から去るが、それでもオクチョンは「嬪」への降格に留まった。世子の地位を揺るがすわけにいかない粛宗の苦渋の決断だった。（37話）

　冤罪が晴れ復位した仁顕王妃が宮廷に戻り、トンイが正式な側室となって1年。トンイは王子ヨンスにも恵まれていた。

　そんな時、朝廷重臣が相次いで殺され、またも剣契の仕業かと都は震撼する。事件を捜査する漢城府のチャン・ムヨルはオクチョンと組んでいて、流刑になっていたヒジェは、ムヨルが一計を案じ赦免され都に戻ってくる。さらにムヨルはトンイを強敵と見なしてその周辺を探っていた。

　剣契が再結成されていたうえ、その頭目がトンイの幼馴染ケドラとわかったチョンスとトンイはケドラを止めようと、チャン・イッコンが死に際に残した手信号の意味の読み解きを急ぐ。そしてついに過去の事件の真犯人がオ・テソクであることを指していると判明したが、それをきっかけにムヨルとオクチョンは改めて事件の記録を調べ、トンイが剣契頭目の娘だと気付く。

　ムヨルらは、テソクを殺害してその罪を剣契に着せると、ケドラを逃がそうとするトンイを粛宗に目撃させる。粛宗にトンイの正体を目の当たりにさせようと仕組まれた罠だった。

　それでも粛宗はトンイを庇い、厳罰を求める朝廷と膠着状態になったが、そんななかヨンスがはしかにかかり亡くなってしまった。トンイはすべてを終わらせてほしいと粛宗に望み、ようやく粛宗もトンイを手放す決断をする。ケドラは死罪、チョンスは流罪となり、トンイは位はそのままだが宮廷外への追放処分となる。

　トンイについてきたポン尚宮、エジョンとの生活が始まってまもなく、トンイの懐妊が判明する。やがて男児が誕生し、宮廷からは「昑（クム）」の一字が届けられる。（44話）

　6年後。トンイはクムを王子として厳しくも愛情深く育てていた。

　一方、宮廷で育つ世子も聡明で後継者としての期待も高い。だが彼は熱病がもとで世継ぎの望めない体になってしまっていた。オクチョンとヒジェはそれを本人にも隠し、内医院のナム医官だけに治療に当たらせていた。

　そんな時に粛宗が今もトンイを想っていることを知ったオクチョンの母ユン氏は不安に駆られ、トンイ親子を狙って私宅に放火する。危ういところで2人は難を逃れるが、粛宗は、クムが王族としての教育を受けるべき年齢となり、今回のように命を狙われている母子の安全のためにも宮廷に置くと宣旨を下す。粛宗はこの時を待ち続けていたのだ。（46話）

　宮廷に入ったクムは延礽君に冊立され、トンイは淑儀に封じられる。またチョンスも赦免される。

　その頃、オクチョンの行動に不審なものを感じた王妃は、ナム医官に仕える医女に世子の病を白状させていた。トンイにはもしも世子に何かあればクムが世継ぎになるとだけ告げていたが、かねてからの病で倒れてしまう。王妃の言葉が気にかかっていたトンイは、王妃付きのアン尚宮からすべてを聞き出す。王妃は一時意識を取り戻したものの、トンイにクムとともに必ず生き延びると誓わせ、また粛宗には、世子とクムを守るためにトンイを王妃にと頼んで世を去る。(50話)

　空位となった王妃の座を狙うオクチョンは、今や最大派閥となっている少論派と組む。少論派、南人派はオクチョンを新王妃にと粛宗に訴える。

　大人達の思惑をよそに世子とクムは日ごとに兄弟仲を深め、そんな2人を見てトンイは、オクチョンを断罪できる証拠をいくつも持っているが、世子とクムのために何もしないとオクチョンに約束する。だが、オクチョンは決して信じようとしなかった。

　クムの小さな失態すら世子の座を狙っている証だと南人派と少論派が攻め立てる一方で、世子の病を知ったムヨルは、オクチョンの罪を暴露して王妃になるようトンイに促すが、トンイは固辞する。それは粛宗に乞われても変わらぬ決意だった。

　しかし世子自身が密かに調べて自分の病名を知ってしまっていた。母がトンイやクムを憎み続けるのはそのせいかと苦悶し、ついに父・粛宗に病を告白する。粛宗の怒りはオクチョンに向けられ、クムを貶めている者達の黒幕だとわかっていると突き放す。また、世子は重い病だとムヨルから知らされた少論派もオクチョンに背を向ける。しかもそんなときにトンイ私宅の放火の首謀者としてユン氏が捕縛されてしまう。

　進退極まったオクチョンはクムを暗殺しようとして失敗。仁顕王妃への呪詛なども粛宗の知るところとなり、ついにヒジェ、オクチョンは捕らえられる。世子に懇願されても到底見逃すことのできない罪の数々で、粛宗はせめてもの赦しだと自決を促すがオクチョンは拒絶し、母や兄ともども死罪となる。（55話）

　側室でも王妃になれることがオクチョンに野心を抱かせ悲劇が起きたのだとトンイは粛宗に説き、粛宗は新たに王妃を迎える決意をする。

　新王妃となった仁元王妃は巷の噂やムヨルの言葉を信じ、王室を乱す者としてトンイを敵視する。だが、世子を慈しみ、クムの結婚相手には無名の学者の娘を選ぶトンイを見るうち、ムヨルに疑いの目を向けるようになっていく。

　トンイは世子とクムをめぐる争いから2人を守るためには2人とも王になればいいのだという考えを粛宗に語る。その粛宗から驚きの宣旨が下された。世継ぎは世子で揺るぎないこと、そしてトンイを宮廷外の梨峴宮に移すというものだった。南人派、少論派は快哉を上げるが、トンイは粛宗から、世子に譲位してクムを世弟にし、自分は王宮を出てトンイと暮らすつもりだと告げられる。

　ムヨルは粛宗がいずれクムを王にするつもりだと感づき、自分に不利益なその行く末を阻むため、粛宗が不在の隙に少論派とともに罠を張りチョンスを捕えると、さらにトンイを捕らえるようにと王妃を焚きつける。しかし王妃の命で捕らえられたのはムヨルだった。トンイのこれまでを知る仁元王妃は、ムヨルよりトンイの言葉を信じたのだった。

　ムヨルや少論派重臣が処罰され事件が落着すると、仁元王妃はクムを養子に迎えると申し出る。クムが世弟になる道筋が作られたため、粛宗は譲位の意思を翻したが、トンイは予定通り宮廷から梨峴宮に移り住んだ。梨峴宮で広く賎民を迎え入れ、あらゆる悩みや苦しみを解決するためだった。常にそばにいてほしいと反対していた粛宗もその思いを知ってトンイに力添えし、チョンスや監察府の人々などとも協力して民のために尽くしていく。

## 出演

### 主要人物
･()は日本語吹替え版、およびBD版、DVD版の声優。
- 同伊（トンイ）／淑嬪崔氏（スクピンチェシ）：ハン・ヒョジュ（声：加藤忍） ／ 幼少期：キム・ユジョン（声：矢島晶子）

本名：チェ・ドンイ。本作の主人公。明るく努力家で、正義感が強く、知性と行動力に溢れている。また、「豊山」を自称するほど粘り強い。身元を隠すために、宮廷に入って以降は偽名「チョン・ドンイ」を名乗る。賎民として貧しい幼少期を送っていたが、ある日国賊の汚名を着せられた父親や兄と死別する事となり、その冤罪を晴らすために身元を偽り宮廷入りする。掌楽院の奴婢から監察府（カムチャルブ）女官を経て王である粛宗の寵愛を受け、承恩尚宮（スンウンサングン：正五品相当）から淑媛（スグォン、従四品相当）、淑儀（スギ、従二品相当）、淑嬪（スクピン、正一品相当）となる。淑媛であった頃、1人目の息子･永寿（ヨンス）を授かるが、程なくしてはしかにより失い、また同時期に再結成された剣契の存在に乗じたオクチョンらの策に嵌り、側室の位と名のみを残して宮中から追放される。追放後は2人目の息子・昑（クム、のちの英祖）を出産している。宮廷外で育ったクムが7歳になったある夜にオクチョンの母･ユン氏のさしがねにより私家が放火事件に遭い、クムを守るため、また粛宗からの願いもあって宮中に戻る。その後、オクチョン一派やチャン・ムヨルを始めとした新たな敵対勢力を相手取った熾烈な戦いを制するが、最終回では粛宗や仁元王妃の説得さえも固辞して「父と兄と同じく貧しい者のために生き、その生き様を延礽君(クム)に見せたい」という固い決意と共に宮殿から梨峴宮に居を移し、民のために様々な場面で尽力する。
- 粛宗（スクチョン）：チ・ジニ（声：井上倫宏）

李氏朝鮮第19代国王。明るく闊達な性格で民思いな一方、オクチョンから「恐ろしい人」と評される厳しさもある。また西人派と南人派を始めとする朝廷内の争いに苦慮している。武芸は苦手で、走ったことも碌になく、トンイからは「どれだけ育ちが良いのですか!?」と唖然とされた。女官のオクチョンを寵愛し、承恩尚宮から正式な側室としたが、それと前後して、身分を隠している時にトンイと知り合う。トンイといることに安らぎを感じ、また様々な出来事を通じて彼女に深い信頼を寄せるようになる。やがてトンイを承恩尚宮に取り立てたのち正式な側室に迎えて寵愛するが、トンイの本当の出自や剣契との関係が露見し、断腸の思いでトンイを宮中から追放した。トンイはその後妊娠が発覚したが、粛宗は密かに親子を見守らせながらも、子に名前を送ったのみで自らがトンイに会うことは禁じていた。しかし6年後、ユン氏が起こした放火事件をきっかけに重臣たちの反対を押し切ってトンイとクムの母子を宮中に戻し、以降、最終回までトンイらを支え続けた。
- 禧嬪張氏（ヒビン チャンシ）：イ・ソヨン （声：林真里花）

本名：張玉貞（チャン・オクチョン）。粛宗の側室。トンイがまだ幼い頃に2人は出会っているが、オクチョン本人は気づいていない。王の寵愛と信頼を受けて承恩尚宮から世子を生んで「禧嬪」となる。プライドが高い野心家で、低い身分の生まれでも己の才覚があれば正当なやり方で王妃の座につけると考えていた。トンイに対してもその才能を認め、敵の多い宮中での味方にしようと女官に昇格させる。トンイもオクチョンを崇拝していたが、兄ヒジェの失策により窮地に立ったオクチョンは逆に仁顕王妃を陥れ、それを知ったトンイとは袂を分かつ。自身の息子である世子をひたすら守るべく、また粛宗への恋慕からトンイを恋敵且つ自分の立場を脅かす危険な存在として強い憎悪を抱き殺害も企てるなど、兄のヒジェらと結託して自ら悪事に手を染めていく。仁顕王妃に冤罪を着せて廃妃にすると、王妃の座につくが、トンイらによって清国と内通するなどのいくつもの陰謀が発覚し、王命により廃位される。粛宗からの信頼もすべて失ったが、世子の地位の安定のため側室の「嬪（ピン）」の位（正一品相当）への降格だけに留まった。降格後も復権を狙い、再結成された剣契の存在に乗じた策略でトンイを宮中から追い出すことには成功する。だが世子の地位が危うくなったために行った数々の策略が露見したことで母や兄らとともに死罪となり、第55話で賜薬によって死去する。
- 車天壽：（チャ・チョンス）ペ・スビン（声：佐久田脩）

かつての剣契のリーダー格で、トンイの兄トンジュの親友でもあり幼い頃からトンイには家族同然の存在。トンイからは「チョンスにいさん」、彼女の息子であるクムからは「伯父上」と呼ばれている。剣契が罠に嵌められた際にトンイを託されるが離れ離れになってしまう。互いの生死もわからなかったが、6年後、捕盗庁の仵作人（オジャギン：検視官）になっているときにトンイと再会を果たす。その後、ヨンギに能力を見込まれて右捕盗庁（ウポドチョン）の武官に取り立てられ、内禁衛軍官、内禁衛従事官（チョンサグァン、従六品相当）となる。だが、トンイの身元が暴かれると、チョンスもまた身元を偽っていた罪で絶海の孤島への流刑となる。その後、トンイが宮中に復帰するに伴って赦免され、義禁府都事（ウィグムブトサ、従五品相当）に任官する。最終回でソ・ヨンギの後を継ぐように内禁衛へ復帰し、宮廷で重きを成しており、延礽君が英祖として王位を継いだ頃には内禁衛将へと昇格する。その後はトンイを始めとした仲間たちと次々死に別れる中、トンイの墓を無償で守る賎民の少女と出会い、事のあらましを聞いたことで「その志があれば、尊い人に必ずなれる」と励ました。
- 徐龍基（ソ・ヨンギ）：チョン・ジニョン （声：東地宏樹）

左捕盗庁従事官（チャポドチョン　チョンサグァン、従六品相当）、内禁衛将（ネグミジャン、正三品堂上から従二品相当。親衛隊の隊長職）。武骨で寡黙、正義感が強く粛宗からの信頼も厚い。古い友のヒョウォンが剣契の頭目で父の仇と判明して失望する一方で、幼いトンイが発した父は無実だという言葉が気になっていた。宮廷で出会ったトンイの父親譲りの捜査能力を信頼して協力して不正を暴くようになったのちは、トンイの危機を何度も救う。だがやがて彼女がヒョウォンの娘であることに気付き憤ったが、チョンスの口から「ヒョウォンは親友を巻き込まないために敢えて無実の罪を被った」という真実を知らされ告発を思い留まると、改めて真相を探るためトンイ、チョンスらと協力し合う。最終回では宮廷の官職を全て辞して野に下り、賎民が武官になるための教官となる。また、トンイから「とても明るくなった」と言われたことに対して「やはり宮廷は自分には合わない。一番大事なのは生まれよりも志」と爽やかな笑顔で答えた。
- 仁顕（イニョン）王妃：パク・ハソン（声：小林さやか）

粛宗の継室ミン氏。思慮深く、芯が強い性格である。また、粛宗からトンイの聡明さや誠実さについて聞かされて以来トンイのことを何かと気に掛け、時には助言を施すなどトンイの理解者の一人になっている。オクチョンを始めとした南人派の策略によって粛宗の母・明聖大妃の毒殺を企てた罪を着せられ、粛宗の王命にて王妃の身分を剥奪された上で宮殿を追放された。その後、宮殿の外で質素な暮らしをしていたが、トンイらの尽力によって復位する。復位後は王妃としてトンイとクムを全力で支え、オクチョンたちから守ると誓ってオクチョンの動向を警戒し続ける。トンイの宮廷復帰後、持病である心臓病が急激に悪化。第49話で粛宗に看取られながら死去する。

### トンイの家族
- 崔孝元（チェ・ヒョウォン）：チョン・ホジン（声：樋浦勉）

ドンジュとトンイの父。優れた捜査能力を持つ仵作人(検視官)で、賤民ながらチョ・ヨンギが師と思うほどだった。またトンイに、人の尊さは身分ではなく心の尊さで決まると教え続けた。虐げられた賤民を救うために結成した剣契の頭目として密かに活動していたが、朝廷の重臣殺しの冤罪を着せられ、息子・ドンジュとともに殺害される。
- 崔同周（チェ・ドンジュ）：チョン・ソンウン（声：川本克彦）

トンイの兄。掌楽院の楽師であり剣契の一員。罪人として父親と共に殺害された。

### 王族
- 明聖大妃（ミョンソンテビ）：パク・チョンス（声：駒塚由衣）

粛宗の母。西人派を後ろ盾にしており、寵愛を受けたオクチョンに対し数々の妨害工作を行う。チャン・ヒジェの策略で密かに毒を盛られ、第20話で死去する。
- 世子／昀（セジャ／ユン）：ユン・チャン（声：成瀬誠）

オクチョンの息子で、王位後継者（後の第20代国王景宗<キョンジョン>）。大人顔負けの学術を修めるなど聡明で、性格も思いやり深く温和であり、王宮にやってきた腹違いの弟であるクムを可愛がり、クムからも兄として敬愛されている。不妊であることが発覚し、それにより自身の病が原因で母を始めとするチャン一族が罪を犯した上にそれが暴かれてことごとく刑死したため、一時は深く心を閉ざしてしまう。しかし変わらずに支えるクムとトンイの真心に触れ、わだかまりが解けていく。最終回ではクムを残して王宮を去るトンイに感謝の意を述べ、兄としてクムを必ず守ると誓った。作中では描かれていないが、粛宗の死後、王に即位し、その後わずか数年で病死する。
- 昑／延礽君（クム／ヨニングン）：クム：イ・ヒョンソク（声：中司ゆう花）　英祖：イ・ソノ（声：佐藤拓也）※英祖登場は最終回の最後のみ

トンイの2人目の息子で、王子（後の第21代国王英祖<ヨンジョ>）。トンイが宮殿から追放されたのちに誕生。粛宗から明るい光という意味の「昑（クム）」の名を賜る。街なかにあっても王子として育てられ、素直でわんぱくながら誇りが高い。7歳にして「大学」「中庸」を独学で修めるなどして「神童」と謳われる。7歳で宮廷に入ったが、クムを追い出そうとする策に対抗したトンイの計らいで、無名の学者ソ・ジョンジェの娘ヘインと早くに結婚。最終回の最後で国王の座を継ぐと、既に故人となっていた母の墓を訪れ、民のための王となることを改めて母に誓う。
- 永寿（ヨンス）

トンイの1人目の息子で、王子。長生きできるように「永寿」と名付けられたが、皮肉にも生まれてから程なくしてはしかに掛かり、夭折してしまう。
- 仁元（イヌォン）王妃：オ・ヨンソ（声：甲斐田裕子）

少論派キム・ジュシンの娘で、仁顕王妃亡き後に選ばれた粛宗の4人目の正妃。第55話より登場。心正しく慈悲深いが、思い込みが激しい面がある。王妃になるにあたって助力してくれたチャン・ムヨルの巧みな話術と宮中の噂からトンイ母子が世子の座を奪おうとしていると信じ込み、トンイらを敵視して王宮から追い出そうと画策する。しかしその聡明さからムヨルの言葉に違和感を持ち始め、トンイの助言を信じることで世子暗殺未遂事件をでっち上げてトンイを窮地に追いやろうとしていた企みを看破した。その後はトンイの真心を理解して、世子とクムのどちらも守りたいというトンイや、2人の子のために譲位まで考えた粛宗の思いに応え、クムをいずれ世弟（セジェ：王の後継者である弟）にするべく自分の養子に迎えた。
- ソ・ヘイン／貞聖（チョンソン）王妃：貞聖王妃：チョン・モレ

クムの師である雲鶴の弟子ソ・ジョンジェの娘。第56話でクムと結婚し、のちに英祖の正室となる。※貞聖王妃登場は最終回の即位の儀のみ

### 朝廷

#### 南人派とその家族
- 呉太錫（オ・テソク）：チョン・ドンファン（声：佐々木勝彦）

南人派の指導者。漢城府左尹（ハンソンブチャユン、従二品相当）、議政府左議政（ウィジョンブチャウィジョン、正一品相当）を歴任している。劣勢の南人派を優位に導くために同じ南人派の大司憲チャン・イッコンら高官数名を暗殺し、その罪をトンイの父ヒョウォンを始めとした剣契達に着せるなど手段を選ばずに陰謀を企てて西人勢力の転覆を狙い、南人としてオクチョンの入宮を後押しして権勢を強めたが、ヒジェ、オクチョンが失策で危機に陥ると、南人派や自分のためにオクチョンを見捨てる。仁顕王后復位の際に弾劾されて免職。トンイに大司憲殺害の件などを暴かれると焦ったテソクは、チャン・ヒジェ、チャン・ムヨルに罠に嵌められ、剣契殲滅に利用される形で殺害される。
- 張希載（チャン・ヒジェ）：キム・ユソク（声：大塚芳忠）

オクチョンの兄で南人派。右捕盗庁従事官（ウポドチョン　チョンサグァン、従六品相当）。妹を王妃にして自身も権力を手に入れるべくあらゆる陰謀に手を染めるが、その狡猾さを隠して、女好きの放蕩者を装っている。オクチョンには人を見る目があると評され、トンイに関しては妹に「近づけない方がいい」と忠告する。自らの言葉通りトンイにたびたび陰謀を阻止され、彼女を敵対視するようになる。オクチョンの出世に伴い右捕盗庁の大将（テジャン、従二品相当）に昇進するものの、トンイに不正を暴かれ礼賓寺正（イエビンシジョン、正三品相当）に左遷・降格される。さらにオクチョンが降格された際に流刑となったが、チャン・ムヨルの策で赦免され、第42話で宮廷に復帰する。その後は母や妹とともに数々の策謀を図り、ついには宮中でクム殺害を試みトンイに重傷を負わせるなどするが、それらすべての罪は暴かれ、第55話で母や妹と同じく死罪となる。
- 尹氏（ユンし）：チェ・ラン（声：小宮和枝）

ヒジェとオクチョンの母。かつては下女、つまり奴婢の身分だった。出世を果たしたオクチョンと世子の地位の安定のため浅はかな手立てを講じては、かえってオクチョンに危機をもたらす。トンイの私邸の放火事件の黒幕であることや仁顕王妃を呪詛したことが発覚し、子供らと同様に死罪となる。
- 張武烈（チャン・ムヨル）：チェ・ジョンファン（声：谷昌樹）

チャン・イッコンの息子で第39話より登場。南人派だが、同じ南人の不正も見逃さない剛直さで粛宗からも目をかけられている。実際にはその印象までも利用する策略家。長らく暗行御史を務めていたが、王命により漢城府庶尹（ハンソンブソユン、従四品相当）になり、後に兵曹参判（ピョンジョチャムパン、従二品相当）となる。オクチョンと協力関係を結んで父を殺害したオ・テソクを暗殺して仇討ちを果たし、更にこれを剣契の罪に仕立て上げると、トンイに自分の身元を告白させ、宮中から追い出すことに成功する。その後オクチョンに協力するも、世子の秘密を知って以降はトンイにも近づくと同時に、オクチョンに不利な情報を少論派に流すなど、なりふり構わず自分の栄達のみを追い求める。さらに、トンイが意のままにならぬとわかると仁元王后に取り入ってトンイらの排除を画策する。しかしトンイらを罠に嵌めようと王妃をも巻き込んだ策略に失敗し、王室を冒涜した大罪によって獄門刑にされた。
- 呉潤（オ・ユン）：チェ・チョロ（声：星野貴紀）

オ・テソクの甥で、南人派の核心人物。漢城府庶尹（ハンソンブソユン、従四品相当）、義禁府経歴（ウィグムブキョンニェク、従四品相当）、義禁府同知義禁府事(ウィグムブトンジウィグンブサ、従二位相当)を歴任。義禁府の捜査力を使い、南人派に有利な捜査結果を導き出すなどする一方、ヒジェを敵視している。第38話で内禁衛に捕らえられて免職の上で流刑になり、都に戻ることもできずにそのまま姿を消す。
- 洪泰潤（ホン・テユン）：ソン・イルグォン（声：花輪英司）

オ・ユンの従兄弟で、オ・テソクとオ・ユンの命令を直接遂行する行動大将。義禁府都事（ウィグムブトサ、従六品相当）になるが、第38話で内禁衛に捕らえられ、免職の上に流刑になった。
- 張益憲（チャン・イッコン）：イ・ジェヨン（声：永田博丈）

かつての司憲府大司憲（サホンブテサホン、従二品相当）で、チャン・ムヨルの父親。南人派だがオ・テソクの強力な政敵だった。第1話の冒頭でオ・テソクの陰謀により重傷を負わされ、偶然出会ったトンイに謎の手信号を残して息絶える。
- 呉太豊（オ・テプン）：イ・ゲイン（声：後藤哲夫）

オ・テソクの弟で、一族に対する自尊心は強いが、無能なため兄にも疎まれろくに出世できずにいる。掌楽院副提調（チャンアグォンプジェジョ、正三品相当）に就任するが仕事はほぼ部下に任せきりだった。第38話で陰謀に加担したとしてチャン・ヒジェやオ・ユンらとともに流刑になる。やがてヒジェと同様に私財を投げ打って赦免されたが、宮廷には復帰できなかった。その後、息子のホヤンが殺されかけ、その黒幕がオクチョンの母ユン氏であり、トンイの私家放火の犯人でもあることを突き止め告発する。
- 呉浩陽（オ・ホヤン）：ヨ・ホミン（声：小森創介）

オ・テプンの息子で、掌楽院の次官である僉正（チョムジョン、従四品相当）。掌楽院に就任後、父親同様ほぼ仕事はせず威張り散らす一方、トンイを一目で気に入り度々追い掛け回している。第38話で父親らとともに流刑になったのち赦免されたが、宮廷には復帰できなかった上、第48話でユン氏の手下にトンイの私邸の火事の犯人の濡れ衣を着せられ殺されそうになる。
- 朴氏（パクし）：イ・スク（声：磯辺万沙子）

オ・テプンの妻。ユン氏を見下して敵視しながら、オクチョンが出世するとこびへつらったりする。
- チェ・ソテク：クォン・ミン（声：河合みのる）

チャン・ヒジェの部下。第20話で仁顕王妃の冤罪を晴らそうと調査していたトンイを拉致して始末しようとするが、逆にチョンスに殺される。

#### 西人派および老論派、少論派
- 鄭仁國（チョン・イングク）：ナ・ソンギュン（声：辻親八）

西人派のリーダー。兵曹判書（ピョンジョパンソ、正二品相当）。粛宗即位後は利き腕になって王権確立に大きい功を立てるが、南人派やオクチョンを密かに陥れる画策を行う。仁顕王妃が失脚して南人の勢力が拡大すると、西人復権を目指して奔走した。その後は、トンイの息子のクムを支持する老論派の領袖となる。
- 沈雲澤（シム・ウンテク）：キム・ドンユン（声：村治学）

西人派。軽佻浮薄に見えて有能で実利的。義州に流刑になっていた時に、ヒジェの刺客から逃れて都を脱出したトンイと偶然出会い、ヒジェの陰謀を挫くなどサポートした。その功績により官吏として復帰し、司憲府持平（サホンブチピョン、正五品相当）となると、南人派が企んだ大きな陰謀を暴く際には西人派の主軸としてオクチョンを廃妃に追い込んだ。後に司憲府執義（サホンブチビ、従三品相当）に昇格後は老論派の中心人物になる。
- イム・サンヒョン：パク・ヨンジ

議政府右議政（ウィジョンブウウィジョン、正一品相当）で、南人派失墜後に最大勢力となった少論派の中心的人物。南人派に見捨てられつつあったオクチョンに協力するが、チャン・ムヨルに世子が病気だと知らされオクチョンを切り捨てる。だが賎民の血を引くクムが次代の王になることだけは許容できず、ムヨルと手を組み様々な策謀をめぐらす。その後、ムヨルに協力したことで第59話で流刑の上、毒殺刑となる。
- カン・モジュ：スン・ドンウン

兵曹判書（ピョンジョパンソ、正二品相当）。少論派重臣だったがサンヒョンとともに毒殺刑となる。
- 金柱臣（キム・ジュシン）：キム・ジノ

仁元王妃の父で、世子を支持する少論派の重臣。
- 趙師錫（チョ・サソク）：シン・グク（声：小島敏彦）

西人派で、承政院の承旨（スンジ）の長（正三品堂上相当）。劇中では主に都承旨（トスンジ）と呼ばれる。

### 捕盗庁（ポドチョン）
- 黄武官（ファンぶかん）：パク・キルス（声：駒谷昌男）

ソ・ヨンギの部下。陽気な性格でおっちょこちょいだが、仕事には真摯に取り組んでいる。
- 南副官（ナムふくかん）：キム・ヨンソク（声：木村雅史）

ソ・ヨンギの部下。任務に忠実で、信望も厚い。

### 監察府（カムチャルブ）
- 鄭貴禮（チョン・グィイェ）：キム・ヘソン（声：佐藤しのぶ）

監察府（カムチャルブ）の尚宮（サングン、正五品相当)。トンイが監察府に入る前からその利発さ、正直さを知る機会があり、トンイを厳しく指導しつつも温かく見守る理解者の1人となる。トンイが承恩尚宮になってからも彼女を惜しむことなく最後まで助ける。また、第38話で承恩尚宮のトンイに引き立てられ、監察府最高尚宮（チェゴサングン）へ昇格した。
- 奉末今（ポン・マルグム）：キム・ソイ（声：玉川砂記子）

監察府の尚宮。明るい性格だが、そそっかしく、時折失言を発してはチョン尚宮やトンイにたしなめられている。トンイが承恩尚宮となると自ら希望してトンイ付きの尚宮（正五品相当）になり、トンイ追放の際にもエジョンとともに同行。最終回でもトンイに付き従って宮殿を後にするなどして最後まで支え続けた。
- 劉米来（ユ・ミレ）：イム・ソンミン（声：野沢由香里）

監察府の尚宮。監察府全体を掌握する権力を持っていたが、オクチョンにかけた王妃暗殺の嫌疑を奴婢のトンイに晴らされるなど失態が続き、その権力の半分を失う。その後オクチョンに取り入って最高尚宮に昇格するが、王妃となったオクチョンに命じられるまま悪事を行ったために捕らえられる。それでも監察府を一任されたトンイの寛大な処置によって一般の尚宮への降格処分だけで留まったことで改心し、トンイらの心強い仲間となる。
- 南貞任（ナム・チョンイム）：チョン・ユミ（声：弓場沙織）

監察府の女官。女官の中では一番優秀で、特に筆跡鑑定で右に出るものはいない。正義感が強く、初めはトンイの出世を不当と思い厳しく接するが、徐々にトンイの実力を知り頼もしい仲間と思うようになっていく。その後、第38話で尚宮（正五品相当）へ昇格する。
- 愛鐘（エジョン）：カン・ユミ（声：森夏姫）

監察府の女官。大柄で力自慢だが、それがコンプレックスでもあり男呼ばわりされるのを嫌う。トンイが監察府に来た当初は毛嫌いしていたが、トンイの性格や実力を知るにつれ味方となる。トンイが承恩尚宮となるとポン尚宮とともにトンイ付きの女官になり、宮廷から追放された際にも同行する。最終回でトンイが宮殿を出る時にはクム付きの尚宮（正五品相当）として宮廷に留まる。
- 時非（シビ）：オ・ウノ（声：坂井恭子）

監察府の女官。トンイを嫌っており、何かと邪険にする。ユ尚宮の腹心となり悪事に手を染めるが、第38話でユ尚宮と共に捕まる。その後、最下級の内人に降格されるという形で許され、以降は改心してトンイの味方になる。
- 美支（ミジ）：チェ・ウングム

監察府の女官で、ユ尚宮の部下。
- 銀今（ウングム）：ハン・ダミン（声：うえだ星子）

トンイと同時期に監察府に入った女官。シビとともにユ尚宮に取り入ったために第38話で捕まるが、最下級の内人に降格されるという形で許され、以降は改心してトンイの味方になる。

### 掌楽院（チャンアグォン）
- 黄周植（ファン・ジュシク）：イ・ヒド（声：佐々木睦）

楽師のまとめ役。掌楽院直長（チァンアグォンチクチャン、従七品相当）から主簿（チュブ、従六品相当）、僉正（チョムジョン、従四品相当）と昇進。ソリに頼まれてトンイを掌楽院の奴婢にして以降、トンイには口うるさいが、ヨンダルとともにトンイを支える家族のような存在となっていく。妻子がいることが語られている。
- 方英達（パン・ヨンダル）：イ・グァンス（声：桐本琢也）

掌楽院の楽師。気は小さく頼りないが、トンイを妹のように可愛がっている。偶然自分の家に間借りすることになったチョンスを「にいさん」と慕い、王様であることを知らなかった頃のトンイに粛宗を紹介されて以来、ジュシクとともに酒を酌み交わすこともある。
- 李宗旭（イ・ジョンウク）：イ・ジョンフン

掌楽院の長官（正三品相当）で、掌楽院の現場の責任者。
- 朴道植（パク・トシク）：チェ・ジェホ

掌楽院典音（チャンアグォンチョンウム、正八品相当）で、掌楽院で楽工と楽師を管理する官員。すべてに厳格で、自己管理が徹底している。

### 内侍府・内命婦
- 韓内官（ハンないかん）：チョン・ソニル（声：青山穣）

粛宗付きの内官で、尚膳（サンソン、従二品相当）である内侍府の長官。常に粛宗に仕える立場で、トンイへの気持ちの変化や双方の苦しみをつぶさに知り、時にさりげなく後押しをする。トンイ追放後は一度だけ、独断且つ強引に粛宗を彼女の住まいに連れていった。また、真面目な口調でからかうなど意外にお茶目な一面も持っている。
- ト尚宮（サングン）：イ・サンミ（声：安永亜季）

明聖大妃付きの尚宮。
- アン尚宮（サングン）：キム・ヨンイム

仁顕王妃付きの尚宮。王妃が廃位されて宮廷を追い出された際や復位して戻ってきた時もチョングムとともに同行し、王妃の最期の時まで仕えた。
- チョングム：ウ・ユンジョン（声：鈴木美穂）

仁顕王妃付きの女官。
- 趙尚宮（チョサングン）：アン・ヨジン（声：松阪隆子）

オクチョン付きの尚宮。ヒジェやユン氏が企てたものも含めて数々の悪事に加担する。
- ヨンソン：ホ・イスル

オクチョン付きの女官。チョ尚宮同様に数々の悪事に加担。また宮廷内のいわゆるスパイ活動を行う。

### その他
- 雪姫（ソリ）：キム・ヘジン（声：八十川真由野）

平壌の妓生。掌楽院に出入りをすることが多く、トンイの兄・トンジュに思いを寄せていた。父や兄と死に別れたトンイを掌楽院のジュシクに引き合わせると、同じく父を亡くしたケドラを預かって都を出る。女官になっていたトンイと義州で偶然再会した後はともに都に戻り、何くれとなくトンイに協力する。また、トンジュの死後は彼が使っていた遺品の奚琴を密かに持ち出して大切に保管しており、都に戻った後にこれをトンイに託した。
- ケドラ：ヨ・ヒョンス（声：杉村憲司） ／ 幼少期：チェ・スハン（声：田中真弓）

トンイの幼馴染。剣契の一員だった父は、剣契やその家族が襲撃された際に目の前で惨殺され、かろうじて生き延びたケドラはのちに再結成した剣契の頭目となる。だがトンイの父の方針とは相反し、虐げられる賤民のために社会を変えることを目的として両班を殺害し続ける集団を作り上げている。チャン・ムヨルとチャン・ヒジェが仕組んだ罠に嵌まり、トンイがヒョウォンの娘だと粛宗の目の前で発覚してしまうきっかけを作った。捕縛されたケドラは、社会が変わらなければ生まれ変わってもまた同じ罪を犯すと言いつつ、かつての剣契は濡れ衣を着せられ、トンイもその被害者であったことを粛宗に必死に訴えたのち、両班連続殺人の罪により斬首刑に処される。
- 雲鶴（ウナク／キム・グソン）：メン・サンフン（声：大川透）

第46話より登場。当代一の優れた学者ながら朝廷の派閥争いを嫌い在野にあったが、トンイからの依頼とクムの人柄や能力を知って師匠となる。君王の教育に大きな役割を果たし、最終回でも宮廷を出た母親の活躍ぶりと民を慈しむ真心をクムに見せ、「今日の事は絶対忘れず、胸に刻みつけるのです」と君主として真に必要な事を教えた。
- 徐政護（ソ・ジョンホ）：チェ・イラ（声：稲葉実）

ソ・ヨンギの父で、弘文館副提学（プジェハク、正三品相当）。剣契が容疑をかけられた事件には裏があると息子から聞かされ、粛宗に進言に行く道中でオ・テソクの陰謀により部下共々殺害された。その罪は、ヒョウォンやトンジュを始めとした剣契達に着せられた。
- 金桓（キム・ファン）：チョン・インギ（声：牛山茂）

道士。トンイとオクチョンを天乙貴人（チョヌルキイン）の運勢の持ち主と予言する。また捕盗庁に追われて瀕死だったチョンスを偶然助けている。
- ピョン：チョン・ホグン

義州のピョン商会の主。ヒジェの放った刺客に追われ深手を負ったトンイを偶然助ける。しかし回復したトンイが有能で、商売の助けになるとわかってからは都に帰ることを阻止し続け、トンイの出す手紙も隠蔽する。

## スタッフ
- 監督：イ・ビョンフン
- 音楽：イム・セヒョン

## 音楽

### オリジナル・サウンド・トラック
- Part.1（2010年6月15日）
  - 「천애지아」（天涯之我）（하늘 끝에 이르는 바람。空の果てに至る風）- 作詞・作曲：イム・セヒョン、歌手：チャン・ナラ
  - 「부용화」（芙蓉花）（エンディング曲）
- Part.2（2010年9月1日）
  - 「애별리」（愛別離） - 歌手：イム・ヒョンジュ
- Part.3（2010年9月9日）
  - 「애월랑」（愛月浪） - 歌手：チャン・ユンジョン
- テーマ1（2010年9月30日）
  - 「단애」（斷崖）
  - 「연련」（戀戀）（「天涯之我」のピアノ・バージョン）- 演奏：イム・セヒョン
  - 「염혜」（念海）
  - 「명현」（明賢）

### 日本版

#### オリジナル・サウンド・トラック
- 『「トンイ」オリジナル・サウンド・トラック』 （2013年8月21日発売。ポニーキャニオン PCCA-03850）
  1. 「Overture」 - 作曲：イム・セヒョン
  2. 「靑雲祭」（オープニング曲） - 作曲：イム・セヒョン
  3. 「天崖至睋」[9]（チョネジア） - 作詞、作曲：イム・セヒョン、歌：チャン・ナラ
  4. 「戀戀」 - 作曲：イム・セヒョン
  5. 「Red Wind」 - 作曲：イム・セヒョン
  6. 「Dusky Eyes」 - 作曲：イム・セヒョン
  7. 「愛別離」 - 作詞、作曲：イム・セヒョン、歌：イム・ヒョンジュ
  8. 「Longing」 - 作曲：イム・セヒョン
  9. 「風のあと」 - 作曲：イム・セヒョン
  10. 「花酔い」 - 作曲：イム・セヒョン
  11. 「愛月浪」 - 作詞、作曲：イム・セヒョン、歌：チャン・ユンジョン
  12. 「念海」 - 作曲：イム・セヒョン
  13. 「断崖」 - 作曲：イム・セヒョン
  14. 「花聯堂」 - 作曲：イム・セヒョン
  15. 「イェオラジ」 - 作詞、作曲：イム・セヒョン、歌：イム・セヒョン
  16. 「明賢」 - 作曲：イム・セヒョン
  17. 「The Returns of Destiny」 - 作曲：イム・セヒョン
  18. 「芙蓉花」（エンディング曲） - 作詞、作曲：イム・セヒョン、歌：合唱

#### カバー
- 「チョネジア〜天崖至睋〜」[9]（挿入曲の日本語カバー。2013年11月20日発売。ポニーキャニオン PCCA-03938） - 作詞・作曲：イム・セヒョン、日本語詞：松井五郎、編曲：馬飼野康二）、歌手：城南海（他に「アンマ」、「小夜啼鳥」、「チョネジア〜天崖至睋〜カラオケ」[9]を収録）

### 台湾版
- 「天后」（GTVテーマソング。マレーシア2009年のヒット曲） - 作詞、作曲：彭學斌、歌手：陳勢安（アンドリュー・タン）
- 「情歌沒有告訴你」（GTVエンディングソング 1。2010年12月24日発売） - 作詞：李焯雄　作曲：饒善強、歌手：梁靜茹
- 「你會不會」（GTVエンディングソング 2） - 作詞：李焯雄、作曲：宇珩、歌手：梁靜茹

### 香港版
- 「大愛感動」（Hong Kong i-Cable Entertainment テーマソング） - 作詞：Adrian Chow、作曲：Cousin Fung 、歌手：謝安琪（ケイ・チェー）
- 「妳不需要認」（Hong Kong i-Cable Entertainment サブテーマソング） - 作詞：Cheng Kam Fu 、歌手：謝安琪